# Орбікулярна яшма
Орбікулярна яшма — різновид яшми, яка містить кулі різного кольору або сферичні вкраплення чи зони. У висококремнізованому ріоліті або туфі кварц і польовий шпат кристалізуються в радіальних агрегатах голчастих кристалів, які створюють основу або зародок круглої структури, яку можна побачити в цьому виді яшми. Матеріал досить привабливий після полірування і використовується як декоративний або дорогоцінний камінь.
Залежно від джерела для матеріалу використовували різні місцеві або комерційні назви, такі як кінрадит, орегоніт, океанська яшма та яшма з маковим малюнком. Яшма з маковим візерунком або макова яшма — це сортова назва матеріалу з кількох місць, але найвідоміший — з Морган-Гілл, округ Санта-Клара, Каліфорнія. Торгова назва Ocean Jasper використовується для сорту, що зустрічається вздовж приливних берегів північно-східного Мадагаскару. У штаті Небраска кругла яшма зустрічається в змінених шарах ріоліту, відомих різноманітними яшмами та спорідненими агатами.

## Інтернет-ресурси
- R. V. Dietrich — Gemrocks
- Mindat with location data
- Agate variety names — University of Nebraska-Lincoln